# Kalinka
Kalinka (rusky Калинка) je ruská píseň.

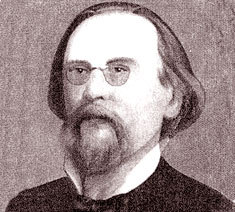
Ivan Petrovič Larionov, autor písně

Dlouhou dobu byla Kalinka považována za lidovou píseň, ve skutečnosti však slova i hudbu napsal roku 1860 hudební skladatel, literát a folklorista Ivan Petrovič Larionov (1830-1889). Píseň byla poprvé uvedena na prknech ochotnického divadla v Saratově (rusky Саратов) v divadelním představení, ke kterému Larionov napsal hudbu. Brzy poté Larionov na požádání svého přítele, tehdy slavného zpěváka Dmitrije Alexandroviče Argeněva-Slavjanského, poskytl Kalinku do repertoáru sboru národních písní, který Agreněv-Slavjanskij roku 1868 založil. S ním také začala oblíbenost Kalinky. Světové proslulosti však jí dobyla interpretace v přepracování Alexandra Vasiljevieč Alexandrova sborem, který Alexandrov v roce 1928 založil – slavnými Alexandrovci.
„Kalinka“ je označení červeného plodu kaliny, rostliny oblíbené ve folklóru Ruska a také Ukrajiny, kde je populární vlastenecká píseň Červená kalina.

## Slova
| Slova v azbuce Калинка, калинка, калинка моя! В саду ягода малинка, малинка моя! Ах, под сосною, под зеленою, Спать положите вы меня! Ай-люли, люли, ай-люли, Спать положите вы меня. Калинка, калинка, калинка моя! В саду ягода малинка, малинка моя! Ах, сосенушка ты зеленая, Не шуми же надо мной! Ай-люли, люли, ай-люли, Не шуми же надо мной! Калинка, калинка, калинка моя! В саду ягода малинка, малинка моя! Ах, красавица, душа-девица, Полюби же ты меня! Ай-люли, люли, ай-люли, Полюби же ты меня! Калинка, калинка, калинка моя! В саду ягода малинка, малинка моя! | Transkripce do latinky Kalinka, kalinka, kalinka moja! V sadu jagoda malinka, malinka moja! Ah, pod sosnoju, pod zelenoju, Spat’ položite vy menja! Aj-ljuli, ljuli, aj-ljuli, Spat’ položite vy menja. Kalinka, kalinka, kalinka moja! V sadu jagoda malinka, malinka moja! Ah, sosenuška ty zelenaja, Ne šumi že nado mnoj! Aj-ljuli, ljuli, aj-ljuli, Ne šumi že nado mnoj! Kalinka, kalinka, kalinka moja! V sadu jagoda malinka, malinka moja! Ah, krasavica, duša-devica, Poljubi že ty menja! Aj-ljuli, ljuli, aj-ljuli, Poljubi že ty menja! Kalinka, kalinka, kalinka moja! V sadu jagoda malinka, malinka moja! | Překlad do češtiny Kalinko, kalinko, kalinko moje! V sadu bobulko malinká, malinká moje! Ach, pod sosnu, pod zelenou, položte mne spát! Aj-ljuli, ljuli, aj-ljuli, ljuli, položte mne spát! Kalinko, kalinko, kalinko moje! V sadu bobulko malinká, malinká moje! Ach, sosničko ty zelená, nešum že ty nade mnou! Aj-ljuli, ljuli, aj-ljuli, ljuli, nešum že ty nade mnou! Kalinko, kalinko, kalinko moje! V sadu bobulko malinká, malinká moje! Ach, krasavice, dušičko-děvčice, zamiluj si mne! Aj-ljuli, ljuli, aj-ljuli, ljuli, zamiluj si mne! Kalinko, kalinko, kalinko moje! V sadu bobulko malinká, malinká moje! |